# Pauls Kalniņš (polític)
Pauls Kalniņš (Vilcē 3 de març de 1872 - Lustenau 26 d'agost de 1945) fou metge i polític letó. President del Parlament de Letònia (Saeima) entre els anys 1925 i 1934. Va ser cofundador del Consell Central de Letònia el 1943, així com nomenat president del país a l'exili (1944-1945).

## Biografia
Provenia d'una família de pagesos. Fins a 1892 va estudiar a l'escola secundària a Liepaja, més tard medicina a la Universitat de Tartu. Després de la seva graduació, va exercir com a metge al raion de Tukuma.
Després d'ésser expulsat el 1900 de Curlàndia per la seva activitat socialista, va retornar a l'any següent a Mitau, on a més a més d'exercir la seva professió mèdica va participar el 1905 en esdeveniments revolucionaris com a membre del Partit Socialdemòcrata Obrer Letó, va ser editor de la revista Cina. Durant la Primera Guerra mundial va ser mobilitzat per les tropes russes com a metge militar.
Al març de 1925 va ser escollit President del Saeima. El 1930 i 1933 va intentar presentar-se a l'elecció presidencial del país, però va perdre en els vots finals contra Alberts Kviesis. Durant la Segona Guerra Mundial va participar en la creació del Consell Central de Letònia. Durant els anys 1944 i 1945 va exercir el càrrec de President de Letònia a l'exili.